# Gonomyia (Leiponeura) nestor
Gonomyia (Leiponeura) nestor is een tweevleugelige uit de familie steltmuggen (Limoniidae). De soort komt voor in het Neotropisch gebied.